# Le Pauvre Poète

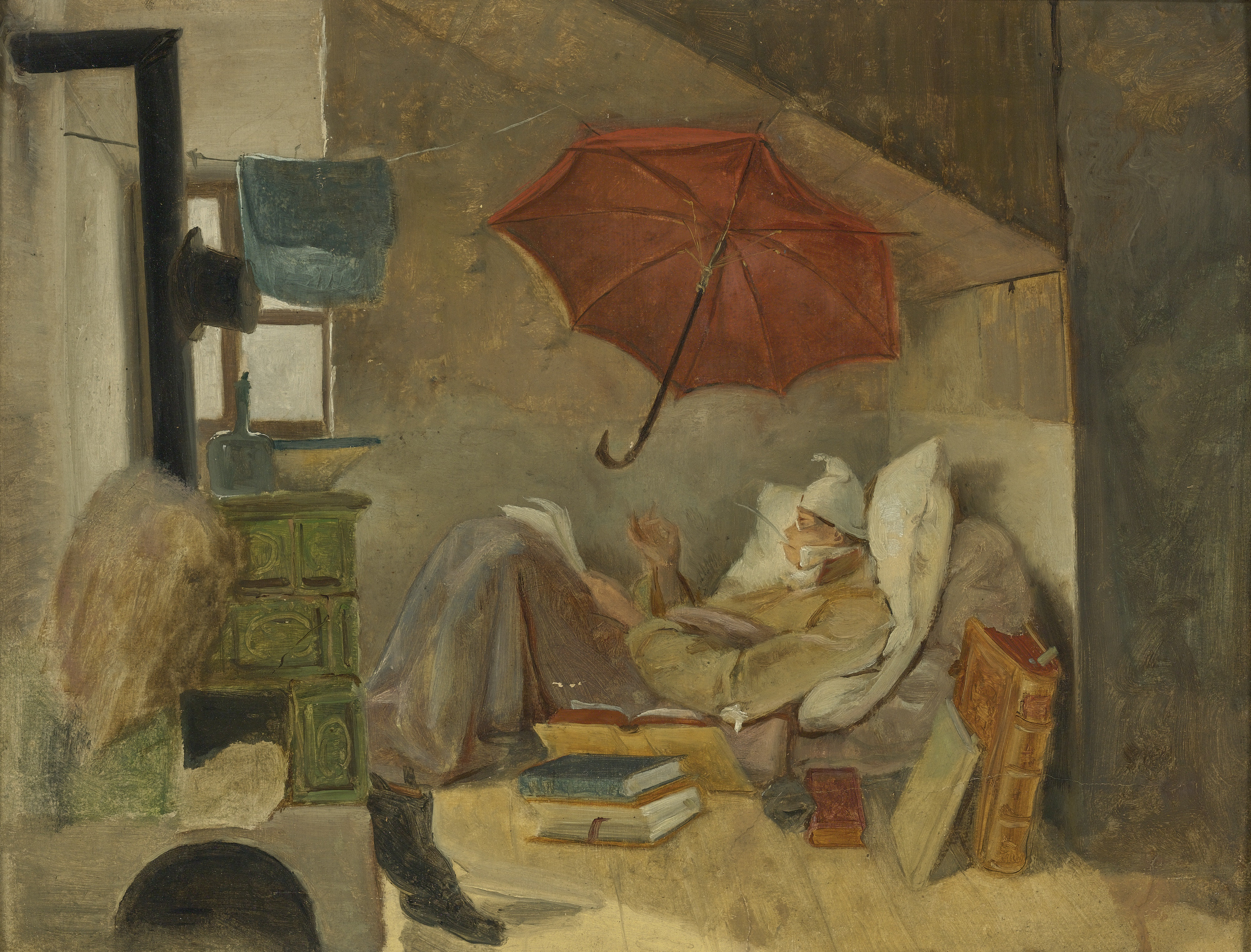
Le Pauvre Poète (1839), esquisse, localisation inconnue.

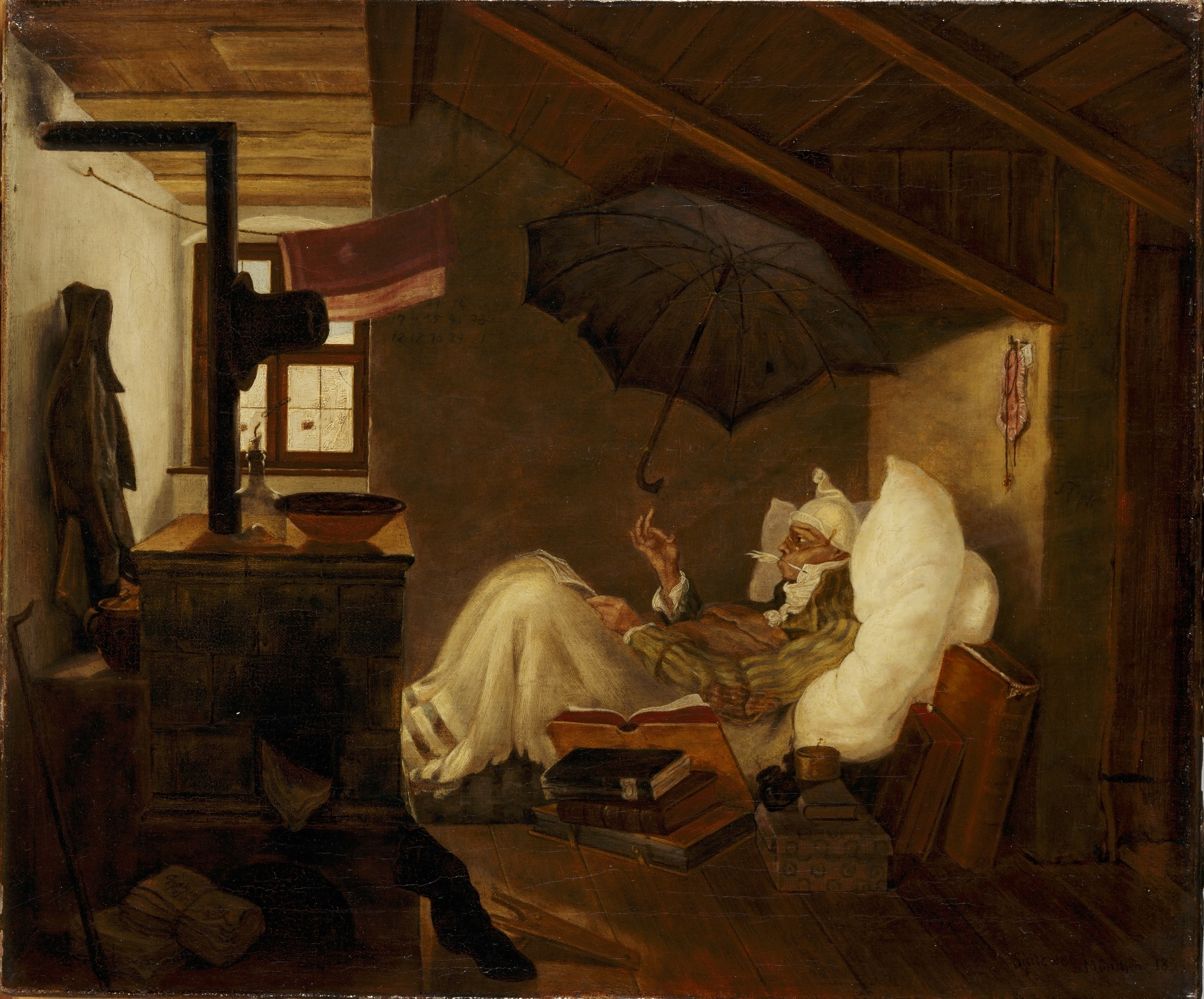
Le Pauvre Poète (1839), version du Germanisches Nationalmuseum de Nuremberg.

Le Pauvre Poète (en allemand : Der arme Poet) est une peinture de Carl Spitzweg réalisée en 1839 et conservée à la  Neue Pinakothek de Munich.

## Contexte historique
Le romantisme allemand qui centrait, au début du XIXe siècle, l'homme en harmonie avec la Nature, le montre ici dans le contexte du Biedermeier qui suit la mise en place des mesures répressives (censure, contrôles) après le congrès de Karlsbad de 1819. La contestation se doit d'être moins frontale et le peintre fait preuve d'un détournement des moyens habituels pour sa satire de la société contemporaine.

## Sujet
Le pauvre poète, l'intellectuel reclus, prisés des romantiques, est alors une figure idéalisée :

« La vie des Allemands est contemplative et imaginaire, celle des Français est toute vanité et d'activités »

— Stendhal[réf. nécessaire]
Ce que Honoré Daumier traduira dans sa caricature du Poète dans la mansarde (1842), avec un poète tout à son art d'écriture d'un pamphlet enflammé.
Le pauvre poète, caricaturé, est ici soucieux du minuscule, sans horizon, enfermé dans sa mansarde, a contario du Voyageur contemplant une mer de nuages de Caspar David Friedrich datant de 1818 (Kunsthalle de Hambourg).
Outre une étude datant de la même année (localisation inconnue), il existe trois versions du tableau, toutes datées de 1839 et presque semblables : celle de la Neue Pinakothek de Munich, celle du Germanisches Nationalmuseum de Nuremberg, et une autre à la Alte Nationalgalerie de Berlin.
Mathias Etenhueber (de) (1720-1872), un poète ayant vécu à Munich, en serait le modèle.

## Description
Le tableau représente un poète dans l'unique pièce de sa mansarde, une pièce éclairée par une fenêtre visible au fond à gauche qui donne sur des toits enneigés. Le poêle qui occupe la plus grande place à gauche, presque au premier plan, est éteint (un chapeau est accroché sur la manette de tirage et des feuillets sont entassés dans le four ouvert et noir).
Sur la droite de la composition, dans un recoin sous une partie visible de la charpente du toit, protégé par un parapluie ouvert accroché au-dessus de sa tête, le « poète », calé dans un gros oreiller blanc et couché sur une paillasse posée à même au sol, portant un bonnet de nuit, enveloppé dans une robe de chambre rapiécée et par une couverture qui s'effiloche. Il tient dans sa main gauche plusieurs feuillets, dans sa bouche une plume d'oie, et regarde à travers ses lunettes sa main droite pinçant son pouce et son doigt majeur comme pour s'assurer de la métrique de ses écrits. L'hexamètre inscrit à la craie blanche sur le mur nous renseigne sur son geste car il doit décompter les pieds de sa versification (c'est un poète en action).
À l'extrême droite, on aperçoit une porte et des traits inscrits sur le chambranle. Des livres en piles éparses entourent les bords de la paillasse surmontés d'un encrier et de deux boîtes. Sur le dos du gros livre sont écrits les mots latins : « Gradus ad Parnassum », qui sont soit le titre de la principale œuvre théorique du compositeur autrichien Johann Joseph Fux, publiée en 1725, soit le manuel de versification latine publié par le jésuite Paul Aler à Cologne en 1702.
Au centre, un tire-botte est posé au sol près d'une botte appuyée sur le poêle éteint. Devant celui-ci sont empilées deux liasses de feuillets manuscrits liés par une ficelle, dont l'une est titré : « Operum meorum fasciculum III » ( « La troisième liasse de mes œuvres »).
D'autres objets sont visibles : sur le poêle de faïence, une bouteille de verre en guise de bougeoir pour une bougie éteinte est posée à côté d'une bassine ; une serviette trouée est suspendue sur un fil à linge tendu entre le mur de gauche et la charpente ; une soupière est dissimulée à gauche du poêle ; un manteau est accroché à une patère sur le mur de gauche et un bâton de promenade repose contre ce même mur au premier plan à l'extrême gauche.
Sur le mur près de la porte, un bonnet de femme rouge, un pendentif et un billet sont accrochés à un piton.

## Analyse
Tout concourt à établir la condition miséreuse du protagoniste, aussi bien physique que créatrice : 
- hiver et chambre sans chauffage allumé, linge qui ne peut sécher, aucune nourriture ni boisson n'est visible.
- peine à écrire du nouveau : énergie concentrée sur la métrique  (présence symbolique de l'hexamètre écrit sur le mur, des ouvrages de référence).
- désespoir de ce qui a déjà été écrit : piles de feuillets rejetés prêts à être brulés, mais angoisse de les brûler (bougie et poêle éteints).
- le temps s'écoule sans succès : marquage des jours sur le chambranle.
- perte de l'inspiration, de la muse : pendus, au mur près de la porte, un bonnet de femme, un pendentif  et un billet établissent-ils aussi les insuccès amoureux ?
- la seule lumière est donnée par la fenêtre mais elle donne sur des toits enneigés sans horizon.

## Accueil critique
Les premières critiques étaient si mauvaises que Spitzweg n'a plus signé par la suite ses tableaux de son nom entier mais a apposé un plus simple monogramme : un « S » en forme de petit pain.[réf. nécessaire]

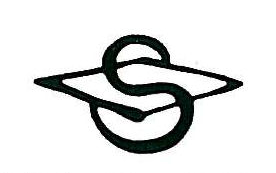
Monogramme de Carl Spitzweg.

Un sondage au début du XXIe siècle a classé Le Pauvre Poète comme la peinture préférée des Allemands après Mona Lisa de Léonard de Vinci.

## Vol
Le 3 septembre 1989, la version conservée à la Alte Nationalgalerie de Berlin a été volée, en même temps que le tableau La Lettre d'amour du même auteur. Les tableaux ont été décrochés violemment du mur et emportés. Ils n'ont pas été retrouvés à ce jour.

## Hommages
- Un timbre fut émis en 2008 par la poste allemande pour le 200e anniversaire de la naissance de Carl Spitzweg.

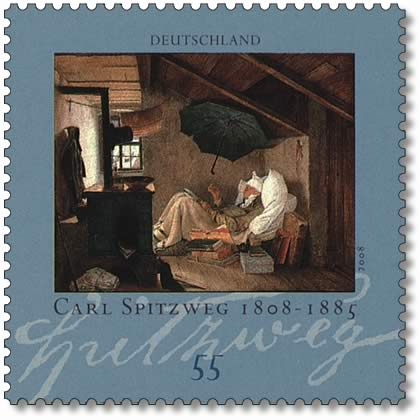
Le timbre émis en 2008 par la poste allemande pour le de Carl Spitzweg représentant Le Pauvre Poète.

### Source de la traduction
- (de) Cet article est partiellement ou en totalité issu de l’article de Wikipédia en allemand intitulé « Der arme Poet » (voir la liste des auteurs).